# 彩云桥
彩云桥是江苏苏州山塘河上的一座古桥，该桥横跨京杭大运河，自东向西排列为第四座（东为星桥，西为普济桥），该桥建于建于宋代以前。   
彩云桥也是苏州桥梁中造型最为奇特的一座古石拱桥，结构呈I型：山塘河南北两岸分别有太平桥和半塘桥两座小型石拱桥夹岸对峙，而横跨山塘河的彩云桥，其南北两桥墩恰好落在半塘、太平两桥的拱顶上面。不过目前彩云桥已经因为要方便行车，被拆除改为平桥。